# Channel Country
Channel Country es una región del interior de Australia, principalmente en el estado de Queensland, pero también en partes de Australia Meridional, Territorio del Norte y Nueva Gales del Sur. El nombre proviene de los numerosos riachuelos entrelazados que atraviesan la región, que cubren 150.000 km². Channel Country se encuentra sobre las cuencas geológicas de Cooper y Eromanga y la cuenca de drenaje del lago Eyre. Más al este se encuentra el distrito menos árido de Maranoa.

## Geografía
Birdsville y Windorah son las ciudades más importantes de la zona. Otros asentamientos incluyen Betoota y Bedourie. Haddon Corner también se encuentra en Channel Country.  También alberga al menos dos áreas importantes para las aves, el lago Yamma Yamma y el área del lago Machattie.
Channel Country presenta un paisaje árido con una serie de antiguas llanuras aluviales de ríos que solo fluyen de manera intermitente. Los principales ríos son el río Georgina, el río Cooper y el río Diamantina. Cuando hay suficiente lluvia en su área de captación, estos ríos desembocan en el lago Eyre, en Australia Meridional Sin embargo, en la mayoría de los años, las aguas de la inundación se absorben en la tierra o se evaporan. Uno de los eventos de lluvia más importantes ocurrió en 2010 cuando una baja monzónica del ex ciclón Olga creó un período de lluvias excepcionales.

### Uso del suelo
El uso principal de la tierra es el pastoreo de ganado, que ha reemplazado al pastoreo de ovejas. Se estima que solo en la sección de Queensland hay entre medio millón y un millón de cabezas de ganado. Las ciudades y las estaciones de ganado de la zona cuentan con un servicio de correo operado por West Wing Aviation, que entrega mercancías y pasajeros, así como correo.
En 2013, el gobierno de Queensland impuso límites a la extracción de agua de los ríos de la región para evitar la introducción del cultivo del algodón. Al mismo tiempo, se prohibió la minería a cielo abierto, pero se permitieron las vetas de carbón y la minería subterránea después de que se introdujeron cambios en la legislación de Wild Rivers.

### Biorregión
La regionalización biogeográfica provisional de Australia considera a Channel Country como una biorregión, cubriendo un área más grande, que se extiende hacia Australia Meridional, el Territorio del Norte y Nueva Gales del Sur e incluye la ciudad de Innamincka.

## Historia
Los aborígenes australianos han habitado el área durante aproximadamente 20.000 años, con más de 25 grupos tribales viviendo en el área de Channel Country. Se había establecido una vasta red comercial que iba de norte a sur con mercancías como el ocre enviado al norte con conchas y los pituri trasladados al sur. Birdsville fue una vez un importante lugar de reunión para la realización de ceremonias y comercio.

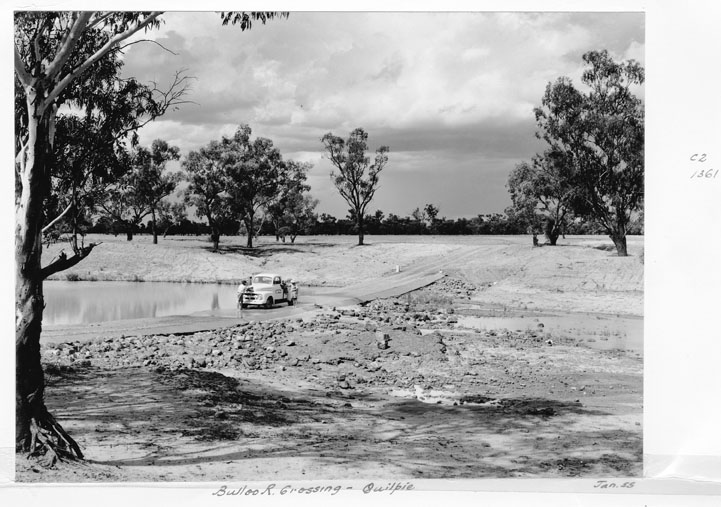
Cruce del río Bulloo, 1955

La estación de Innamincka fue establecida en 1872 por Robert Bostock y creció hasta cubrir más de 15 000 kilómetros cuadrados (5792 mi²) y en 1881 mantenía un rebaño de 8.000 cabezas de ganado. Fue la primera estación y asentamiento permanente establecido a lo largo del río Cooper.
La estación Annandale se estableció cuando Patrick Drinan tomó la iniciativa en julio de 1876. Otras propiedades se establecieron poco después, incluidas las estaciones Kaliduwarry y Glengyle. La estación Pandie Pandie fue establecida en el mismo año por Robert Frew igual que Alton Downs y Planet Downs. La cercana estación de Haddon Downs también fue establecida por Frew en 1877. La estación de Diamantina Lakes también se estableció en 1876 con una asociación entre John Arthur Macartney y Hugh Louis Heber-Percy, quien inicialmente asumió el contrato de arrendamiento.
Birdsville se conocía originalmente como Diamantina Crossing desde 1881, pero en 1882, el nombre actual ya era de uso común, y se formalizó en la proclamación de la ciudad en 1887.